# ZB vz. 37
ZB vz. 37 je čehoslovačka teška strojnica koju je 1937. godine dizajnirao Václav Holek. Nastala je nakon brojnih neuspješnih pokušaja čehoslovačke vojne industrije da proizvede zamjenu za pretežak i robusan Schwarzlose. Vz. 37 je nastao u tvornici Zbrojovka Brno ali bez vojne financijske pomoći. Namjena strojnice bila je potpora pješaštvu ili kao oružje montirano na borbena oklopna vozila.
Najviše se koristila tijekom Drugog svjetskog rata dok je Velika Britanija na temelju licence proizvodila vlastitu Besa strojnicu s oko 60.000 primjeraka. Također, ZB vz. 37 je kao i laka strojnica ZB vz. 26 našao put prema stranon tržištu tako da se izvozio u Jugoslaviju, Rumunjsku, Kinu i Iran kao i neke južnoameričke zemlje. S druge strane, u Izrael je prokrijumčareno 900 komada ove strojnice uoči osnivanja židovske države i kasnijih arapskih sukoba.

## Korisnici
- Čehoslovačka[1]
- Iran[1]
- SFRJ[1]
- NR Kina[1]
- Nacistička Njemačka: nacistička vojska je koristila zapljenjene strojnice pod oznakom MG 37(t).
- Rumunjska[1]
- Izrael: prva polukotačna vozila izraelskih obrambenih snaga bila su opremljena s čehoslovačkim vz. 37 i njemačkim MG34 strojnicama dok su kasnije nadopunjeni s 20 mm topovima.[3] Izraelu je strojnica dostavljena u razdoblju od 1947. do 1949. kao i velika količina drugog pješačkog oružja i streljiva domaće i njemačke proizvodnje.[2]